# Reduit

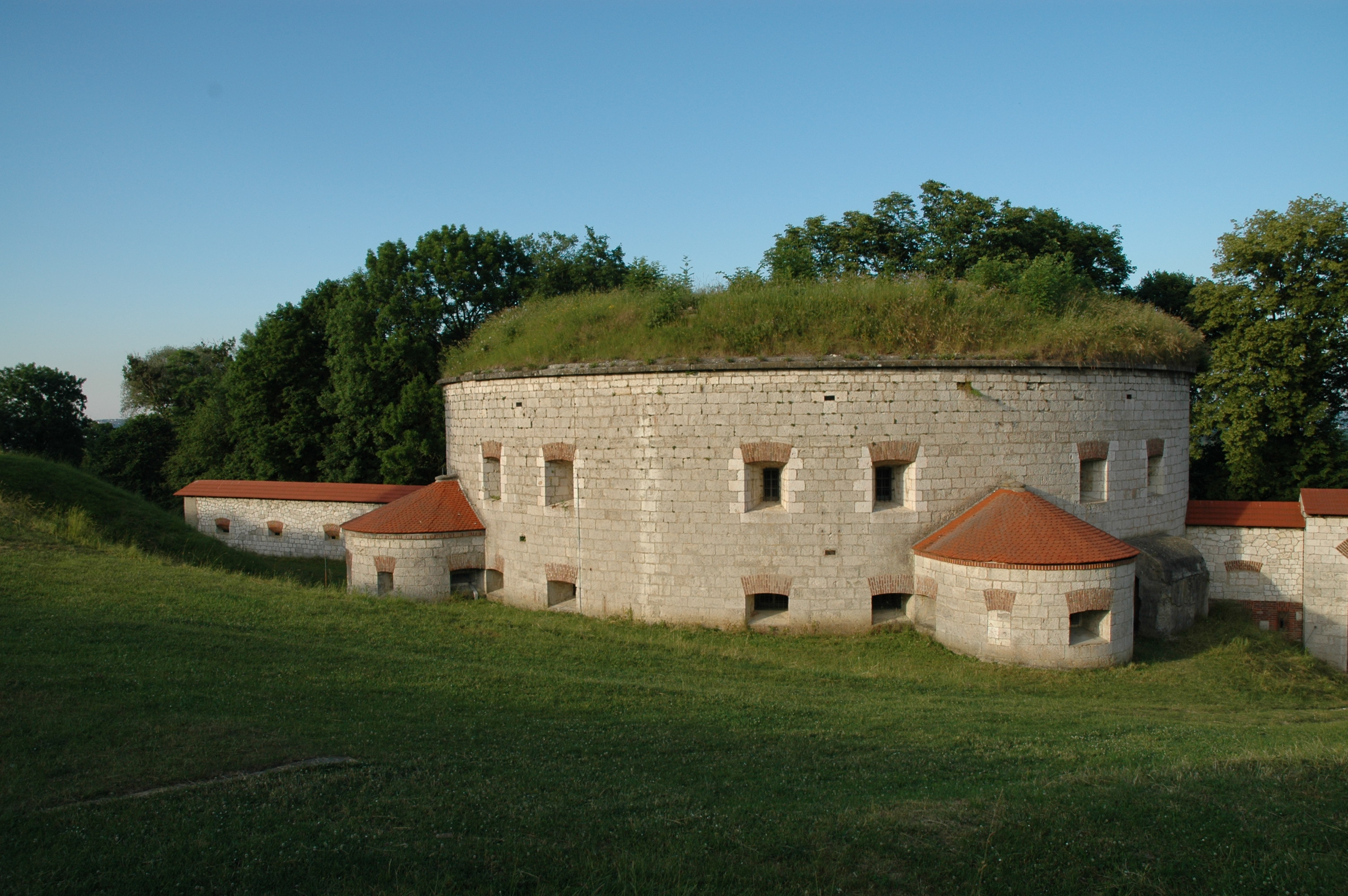
Reduit des Forts Oberer Kuhberg der Bundesfestung Ulm

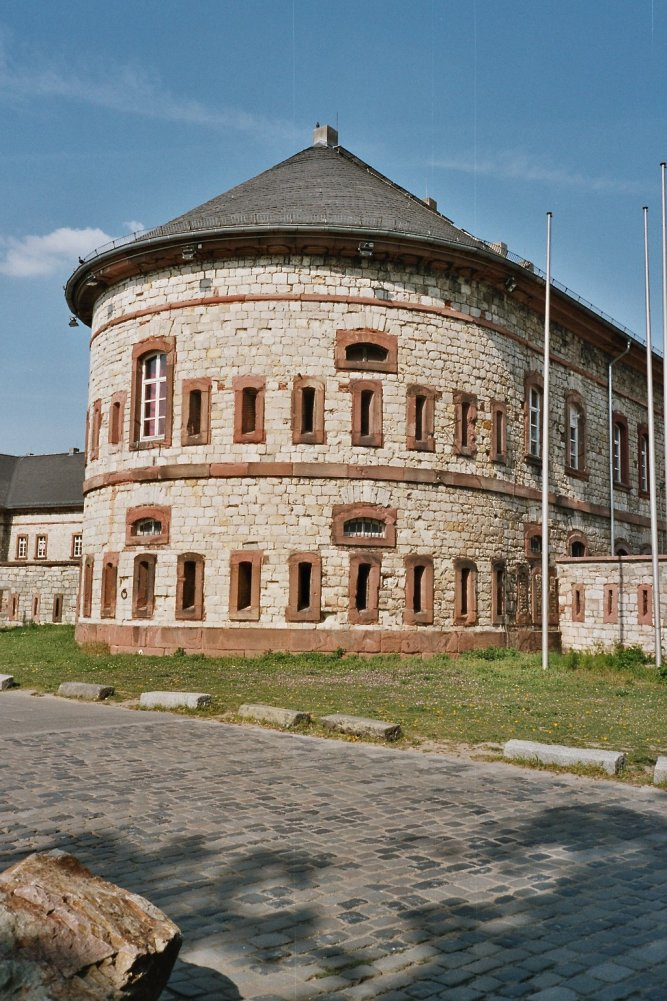
Reduit in Mainz-Kastel, rheinseitige Ansicht

Das Reduit (von franz. réduit) ist ein verstärkter Verteidigungsbau, der zum Rückzug für die Besatzung diente, falls der vorgelagerte Verteidigungswall vom Feind überwunden wurde. Das Reduit (das Kernwerk) liegt im Inneren eines Verteidigungswalls. 

## Im 19. Jahrhundert
Vermehrt zum Einsatz kamen sie bei den detachierten Werken der Neupreußischen/Neudeutschen Befestigungsmanier des 19. Jahrhunderts. Sie gehörten zu den stärksten Festungsanlagen und sollten eine hartnäckige Verteidigung gewährleisten. Die Zitadelle zum Beispiel ist das Reduit beziehungsweise Rückzugswerk innerhalb einer Festung, analog dazu hatte im Burgenbau der Bergfried die Funktion eines Reduits.

## Im 20. Jahrhundert
Das Schweizer Réduit ist ein System aus militärischen Verteidigungsanlagen in den Schweizer Alpen. Während des Zweiten Weltkrieges wurde es zum Inbegriff des Widerstands der Schweiz gegen das Deutsche Reich – zum einen wegen ihres Widerstandswillens, zum anderen aufgrund der militärischen Widerstandsfähigkeit der Schweizer Armee im Alpenraum.

## Begriff
Es gibt viele ähnliche Begriffe, die je nach Region und Epoche gleiches oder verschiedenes bezeichnen: Festung, Schanze, Lünette, Flesche, Fort und andere.

## Reduits in Deutschland
- Festung Antwerpen, Antwerpen
- Bundesfestung Ulm – mehrere Außenforts
- Festung Koblenz – Fort Asterstein, Feste Kaiser Franz, gebaut 1878–1905, Umfang 14 km.
- Reduit des Brückenkopfes Kastel der Festung Mainz – Rheinufer in Mainz-Kastel
- Reduit Tilly – Teil der Brückenkopfbefestigung der Landesfestung Ingolstadt

## Reduits im Ausland
- Komárno (Slowakei)
- Komárom Monostori erőd (Festung Monostor) in Ungarn